# САПФІР-3D
САПФІР-3D — тривимірна система автоматизованого проєктування і розрахунку у сфері архітектури (AEC), створена українською компанією LIRALAND Group. Програма входить у програмний пакет ЛІРА-САПР.